# Parque Princesa Leonor
El parque Princesa Leonor es un parque público de la ciudad de Madrid, dentro del desarrollo urbanístico de Valdebebas. El parque tiene una extensión de 78 hectáreas y fue inaugurado el 26 de marzo de 2023. El parque está conectado al oeste con el Parque Felipe VI, el segundo parque público más grande de Madrid en extensión, solo superado por la Casa de Campo. Juntos, conforman una gran área verde de parque público para la zona. El parque lleva el nombre de Leonor de Borbón, la actual princesa de Asturias.

## Ubicación
El parque se encuentra ubicado en el barrio de Valdefuentes, perteneciente al distrito de Hortaleza, al noreste del término municipal. Linda por el norte y este con la calle María de las Mercedes de Borbón, al oeste con el Parque Felipe VI y al sur con la avenida de las Fuerzas Armadas. Al este se encuentra el barrio de Valdebebas y al oeste la M-40 y el barrio de Sanchinarro.

## Diseño
El parque tiene 5.500 árboles de 30 diferentes especies y 170.000 arbustos de 90 distintas especies distribuidos en tres distintos paisajes: Paisaje Ribera en el lado oriental, el Paisaje Agrícola en el centro y el Paisaje de Dehesa en su lado occidental. Estos paisajes están diseñados para dar una transición entre el lado urbano del barrio hacia el campo y lo forestal del parque Felipe VI. El parque también tiene diez kilómetros de caminos y sendas peatonales y tres kilómetros de carriles de bicicleta.